# Grand Prix Formule 1 van Spanje 2011

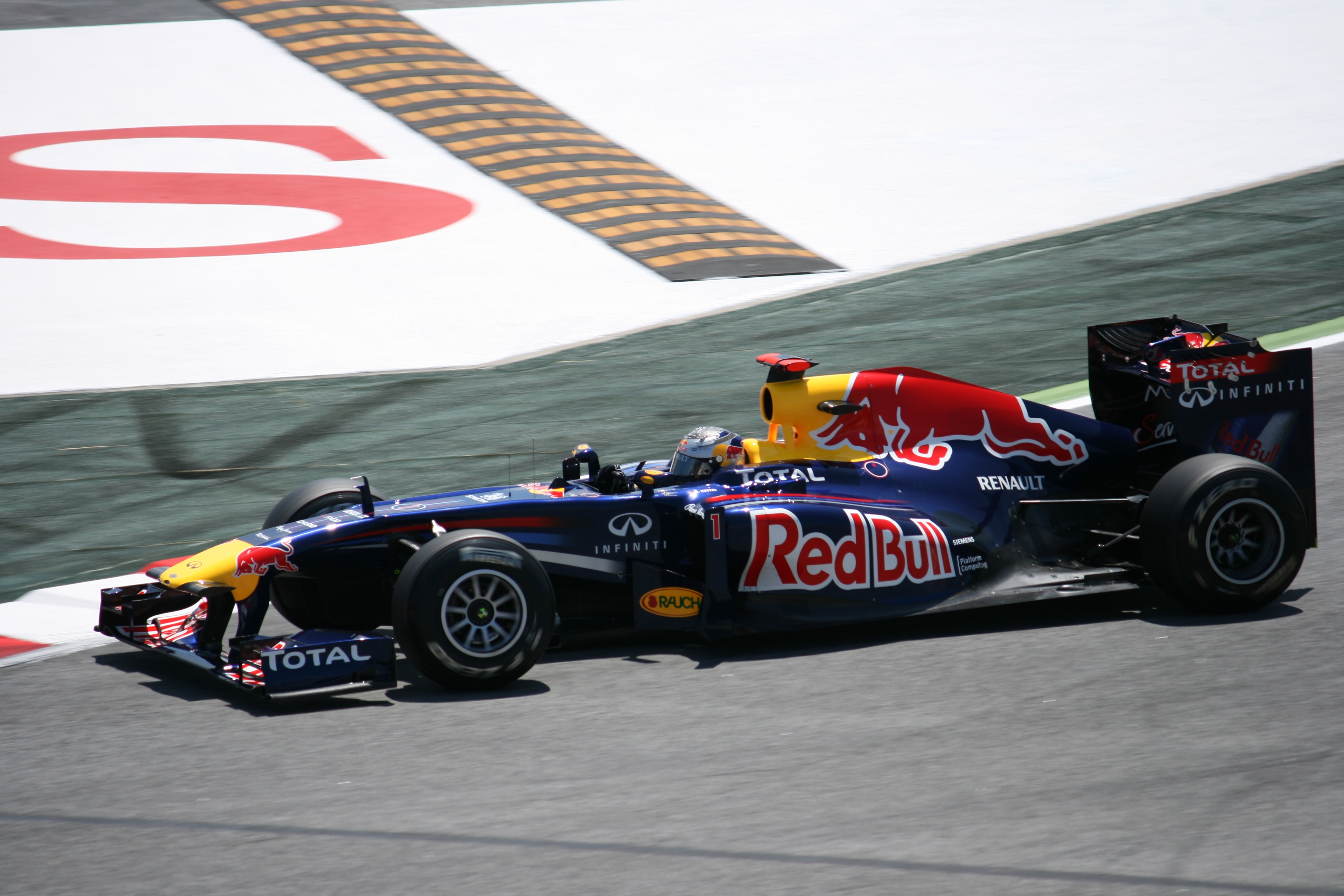
Ook in Spanje was Sebastian Vettel voor iedereen te sterk. Het was alweer zijn vierde overwinning van het seizoen.

De Grand Prix Formule 1 van Spanje 2011 is op 22 mei 2011 verreden op het Circuit de Catalunya. Het was de vijfde race van het seizoen.

## Wedstrijdverloop

### Kwalificatie
Mark Webber van het team Red Bull Racing pakte voor de eerste keer dit seizoen poleposition. Zijn teamgenoot Sebastian Vettel kwalificeerde zich als tweede en mocht voor de eerste keer in 2011 niet vanaf de eerste positie vertrekken. Lewis Hamilton van McLaren startte als derde. Nick Heidfeld van Renault kon door een brand in zijn auto in de derde vrije training op zaterdagochtend geen tijd neerzetten in de kwalificatie. Hij mocht van de stewards wel deelnemen aan de race, omdat hij in de vrije trainingen tijden had neergezet die binnen de 107%-tijd vielen. Heikki Kovalainen zette de Lotus voor het eerst in droog weer in Q2, ten koste van de met pech kampende Williams-coureur Rubens Barrichello.

### Race
Vettel won de race, Hamilton eindigde als tweede en diens teamgenoot Jenson Button eindigde de race als derde. Polesitter Webber kwam niet verder dan de vierde plaats. Heidfeld wist, ondanks een 24e startplaats, toch nog als achtste te eindigen. Een positie lager behaalde Sauber-coureur Sergio Pérez zijn eerste WK-punten in de Formule 1.

## Kwalificatie
| Pos                 | No | Coureur            | Constructeur         | Q1        | Q2       | Q3        | Grid |
| ------------------- | -- | ------------------ | -------------------- | --------- | -------- | --------- | ---- |
| 1                   | 2  | Mark Webber        | Red Bull-Renault     | 1:23.619  | 1:21.773 | 1:20.981  | 1    |
| 2                   | 1  | Sebastian Vettel   | Red Bull-Renault     | 1:24.142  | 1:21.540 | 1:21.181  | 2    |
| 3                   | 3  | Lewis Hamilton     | McLaren-Mercedes     | 1:24.370  | 1:22.148 | 1:21.961  | 3    |
| 4                   | 5  | Fernando Alonso    | Ferrari              | 1:23.485  | 1:22.813 | 1:21.964  | 4    |
| 5                   | 4  | Jenson Button      | McLaren-Mercedes     | 1:24.428  | 1:22.050 | 1:21.996  | 5    |
| 6                   | 10 | Vitali Petrov      | Renault              | 1:23.069  | 1:22.948 | 1:22.471  | 6    |
| 7                   | 8  | Nico Rosberg       | Mercedes             | 1:23.507  | 1:22.569 | 1:22.599  | 7    |
| 8                   | 6  | Felipe Massa       | Ferrari              | 1:23.506  | 1:23.026 | 1:22.888  | 8    |
| 9                   | 12 | Pastor Maldonado   | Williams-Cosworth    | 1:23.406  | 1:22.854 | 1:22.952  | 9    |
| 10                  | 7  | Michael Schumacher | Mercedes             | 1:22.960  | 1:22.671 | geen tijd | 10   |
| 11                  | 18 | Sébastien Buemi    | Toro Rosso-Ferrari   | 1:23.962  | 1:23.231 |           | 11   |
| 12                  | 17 | Sergio Pérez       | Sauber-Ferrari       | 1:24.209  | 1:23.367 |           | 12   |
| 13                  | 19 | Jaime Alguersuari  | Toro Rosso-Ferrari   | 1:24.049  | 1:23.694 |           | 13   |
| 14                  | 16 | Kamui Kobayashi    | Sauber-Ferrari       | 1:23.656  | 1:23.702 |           | 14   |
| 15                  | 20 | Heikki Kovalainen  | Lotus–Renault        | 1:25.874  | 1:25.403 |           | 15   |
| 16                  | 15 | Paul di Resta      | Force India-Mercedes | 1:24.332  | 1:26.126 |           | 16   |
| 17                  | 14 | Adrian Sutil       | Force India-Mercedes | 1:24.648  | 1:26.571 |           | 17   |
| 18                  | 21 | Jarno Trulli       | Lotus–Renault        | 1:26.521  |          |           | 18   |
| 19                  | 11 | Rubens Barrichello | Williams-Cosworth    | 1:26.910  |          |           | 19   |
| 20                  | 24 | Timo Glock         | Virgin–Cosworth      | 1:27.315  |          |           | 20   |
| 21                  | 23 | Vitantonio Liuzzi  | HRT–Cosworth         | 1:27.809  |          |           | 21   |
| 22                  | 22 | Narain Karthikeyan | HRT–Cosworth         | 1:27.908  |          |           | 22   |
| 23                  | 25 | Jérôme d'Ambrosio  | Virgin–Cosworth      | 1:28.556  |          |           | 23   |
| 107% tijd: 1:28.767 |    |                    |                      |           |          |           |      |
| 24                  | 9  | Nick Heidfeld      | Renault              | geen tijd |          |           | 24   |

## Race
| Pos | No | Coureur            | Constructeur         | Rondes | Tijd/Oorzaak uitval | Grid | Punten |
| --- | -- | ------------------ | -------------------- | ------ | ------------------- | ---- | ------ |
| 1   | 1  | Sebastian Vettel   | Red Bull-Renault     | 66     | 1:39:03.301         | 2    | 25     |
| 2   | 3  | Lewis Hamilton     | McLaren-Mercedes     | 66     | +0.630              | 3    | 18     |
| 3   | 4  | Jenson Button      | McLaren-Mercedes     | 66     | +35.697             | 5    | 15     |
| 4   | 2  | Mark Webber        | Red Bull-Renault     | 66     | +47.966             | 1    | 12     |
| 5   | 5  | Fernando Alonso    | Ferrari              | 65     | +1 ronde            | 4    | 10     |
| 6   | 7  | Michael Schumacher | Mercedes             | 65     | +1 ronde            | 10   | 8      |
| 7   | 8  | Nico Rosberg       | Mercedes             | 65     | +1 ronde            | 7    | 6      |
| 8   | 9  | Nick Heidfeld      | Renault              | 65     | +1 ronde            | 24   | 4      |
| 9   | 17 | Sergio Pérez       | Sauber-Ferrari       | 65     | +1 ronde            | 12   | 2      |
| 10  | 16 | Kamui Kobayashi    | Sauber-Ferrari       | 65     | +1 ronde            | 14   | 1      |
| 11  | 10 | Vitali Petrov      | Renault              | 65     | +1 ronde            | 6    |        |
| 12  | 15 | Paul di Resta      | Force India-Mercedes | 65     | +1 ronde            | 16   |        |
| 13  | 14 | Adrian Sutil       | Force India-Mercedes | 65     | +1 ronde            | 17   |        |
| 14  | 18 | Sébastien Buemi    | Toro Rosso-Ferrari   | 65     | +1 ronde            | 11   |        |
| 15  | 12 | Pastor Maldonado   | Williams-Cosworth    | 65     | +1 ronde            | 9    |        |
| 16  | 19 | Jaime Alguersuari  | Toro Rosso-Ferrari   | 64     | +2 ronden           | 13   |        |
| 17  | 11 | Rubens Barrichello | Williams-Cosworth    | 64     | +2 ronden           | 19   |        |
| 18  | 21 | Jarno Trulli       | Lotus-Renault        | 64     | +2 ronden           | 18   |        |
| 19  | 24 | Timo Glock         | Virgin-Cosworth      | 63     | +3 ronden           | 20   |        |
| 20  | 25 | Jérôme d'Ambrosio  | Virgin-Cosworth      | 62     | +4 ronden           | 23   |        |
| 21  | 22 | Narain Karthikeyan | HRT-Cosworth         | 61     | +5 ronden           | 22   |        |
| DNF | 6  | Felipe Massa       | Ferrari              | 57     | Versnellingsbak     | 8    |        |
| DNF | 20 | Heikki Kovalainen  | Lotus-Renault        | 47     | Ongeluk             | 15   |        |
| DNF | 23 | Vitantonio Liuzzi  | HRT-Cosworth         | 27     | Versnellingsbak     | 21   |        |

1913 · 1923 · 1926 · 1927 · 1933 · 1934 · 1935 · 1951 · 1954 · 1967 · 1968 · 1969 · 1970 · 1971 · 1972 · 1973 · 1974 · 1975 · 1976 · 1977 · 1978 · 1979 · 1980 · 1981 · 1986 · 1987 · 1988 · 1989 · 1990 · 1991 · 1992 · 1993 · 1994 · 1995 · 1996 · 1997 · 1998 · 1999 · 2000 · 2001 · 2002 · 2003 · 2004 · 2005 · 2006 · 2007 · 2008 · 2009 · 2010 · 2011 · 2012 · 2013 · 2014 · 2015 · 2016 · 2017 · 2018 · 2019 · 2020 · 2021 · 2022 · 2023 · 2024 · 2025 · 2026